# Monassut-Audiracq
Monassut-Audiracq è un comune francese di 337 abitanti situato nel dipartimento dei Pirenei Atlantici nella regione della Nuova Aquitania.

## Società

### Evoluzione demografica
Abitanti censiti